# Gener

Gener, 2019

Gener ist eine Skulptur in der norwegischen Stadt Ålesund.
Sie befindet sich im Stadtpark Ålesund und wurde vom in Ålesund aufgewachsenen Künstler Per Inge Bjørlo geschaffen und von der Kjell-Holm-Stiftung bereits 2014, anlässlich des 20-jährigen Bestehens der Stiftung, erworben und der Stadt Ålesund geschenkt. Die Enthüllung erfolgte am 19. Mai 2016 in Anwesenheit des Künstlers, der Bürgermeisterin Eva Vinje Aurdal und 50 Gästen.